# Коулсон, Чарльз Альфред
Чарльз Альфред Коулсон (англ. Charles Alfred Coulson; 13 декабря 1910 — 7 января 1974) — британский химик-теоретик, специалист по прикладной математике и религиозный автор.

## Биография
Родители Чарльза Коулсона и его младшего брата-близнеца Джона Меткалфа Коулсона были педагогами, родом из Мидлендса. Близнецы родились, когда их отец, Альфред, был директором технического колледжа Дадли и управляющим Методистской воскресной школы, а их мать Энни Синкере Хэнкок была директрисой Типтонской начальной школы, рядом с Дадли примерно в 25 милях к западу от Бирмингема и в 10 милях к востоку от Вулвергемптона. Родители Коулсона содержали религиозный методистский дом.
Когда братьям Коулсон было 10, их отец был назначен начальником Юго-Западного центра технического образования, и семья переехала в Бристоль. Чарльз учился в XIV подготовительной школе. Когда ему было 13 лет, он был награждён стипендией в Клифтон-колледже, в Бристоле, где уделяли большое внимание науке и математике. Его хобби и развлечения включали коллекционирование марок, крикет, теннис и шахматы.
Академические успехи Коулсона в Клифтоне позволили ему получить стипендию для обучения математике в Тринити-колледж, Кембридж в 1928 году.
Его брат Джон также преуспел в школе и стал профессором химической инженерии в Университете Ньюкасла и автором крупной серии статей по химической инженерии.
В 1928 году Коулсон поступил в Тринити-колледж, Кембридж, где окончил курс по математике в 1931 году и по естественным наукам в 1932 году, собирался получить степень доктора философии в 1936 году. В 1938 году женился на Айлин Флоренс Берретт.
Коулсон был старшим преподавателем факультета математики Университетского колледжа Данди, который был частью Университета Сент-Эндрюс с 1938 по 1945 год. Он ввел стипендию в Оксфордском университете с 1945 по 1947 год, когда снова был назначен руководителем кафедры теоретической физики в Королевском колледже Лондона. В 1952 году он вернулся в Оксфорд в качестве профессора математики в научном Уодхемском колледже. Он создал и руководил Математическим институтом. В 1972 году он работал на кафедре теоретической химии, которая с тех пор носит его имя.
В 1941 году он был избран членом Королевского общества Эдинбурга и членом Лондонского королевского общества в 1950 году. Он был награждён медалью Дэви Королевского общества в 1970 году, медалями Фарадея и Тилдена Химического общества в 1968 и 1969 годах соответственно, и получил десяток почетных степеней от английского и других университетов. Он был членом Международной академии квантово-молекулярных наук. Его книги «Волны», «Электричество», «Валентность» и «Наука и христианская вера».
В каждом из своих последующих назначений Коулсон собирал активную и увлеченную группу аспирантов, краткосрочных и долгосрочных стажеров, многие из которых занимали высшие университетские и промышленные должности в Англии и других странах. Многие из его учеников внесли значительный вклад в различные области деятельности.
Коулсон был отличным игроком в крикет и шахматы, хорошим семьянином и обладал чувством юмора. Он и Айлин были гостеприимными хозяевами для своих учеников и его товарищей. Конференция в его честь в бразильском колледже в 1967 году имела впечатляющую международную посещаемость, несмотря на трудности её организации во время почтовой забастовки.

## Кембриджские годы
В Кембридже Коулсон впервые сдал трайпос по математике. Он был награждён Высшей стипендией колледжа во время учёбы и получил высшую оценку на университетских экзаменах в 1931 году. Он продолжал заниматься физикой и через год, получил ещё одну высшую оценку на экзамене. Будучи студентом, он был награждён несколькими премиями колледжа и Университета. Среди его преподавателей были Лорд Резерфорд, Дж. Дж. Томсон, А. С. Безикович, сэр Артур Эддингтон, Г. Г. Харди, Д. Е. Литлвуд, Ф. П. Рамсей и Эбенезер Каннингем.
В 1932 году Коулсон начал работать в аспирантуре с Р. Х. Фаулером, однако затем перешел к сэру Джону Леннарда-Джонсу и в 1936 году получил степень доктора философии за работу над электронной структурой метана. К этому времени он опубликовал 11 статей. В течение следующих двух лет он работал в качестве научного сотрудника в Кембридже.
Коулсон был аккредитован как проповедник мирян в 1929 году. На его религиозные убеждения оказало влияние физика сэр Артура Эддингтона, теолога Чарльза Рейвена, и, в частности, Алекса(Андера) Вуда, члена колледжа Эммануэля, авторитета по акустике и пацифиста, и лейбористского кандидата.
Что касается социальной стороны, его будущая супруга Эйлин Флоренс Берретт в то время училась в Кембридже, на школьного учителя. С Чарльзом они встречались на собраниях методистов университета а в 1938 году они поженились.

## Сэнт-Эндрюс и Оксфорд до королевского колледжа
В 1939 году Коулсон был назначен старшим преподавателем математики в Университетском колледже Данди. Административно это все ещё было частью Университета Сент-Эндрюса. Коулсон был отказником от военной службы по соображениям совести во времена Второй мировой войны. В это время он активно преподавал математику, физику и химию. Коулсон сотрудничал с К. Э. Данкансоном в университетском колледже в Лондоне, перевел Джорджа Стэнли Рашбрука из Кембриджа и выступал технически, как его руководитель для получения степени доктора философии, в это же вреям он написал первое работу о волнах.
В 1941 году он был избран членом Королевского общества Эдинбурга, порекомендовали его туда сэр Эдмунд Уиттэкер, Эдвард Томас Копсон, Роберт Кэмпбелл Гарри и Александр Дэвид Пикок. Затем в 1950 году он стал членом Лондонского Королевского общества.
В 1945 году Коулсон стал преподавателем физической химии, поступил в Университетский колледж и одновременно получил стипендию Имперской Химической Промышленности. Студенты Коулсона в Оксфорде:
- Х. Кристофер Лонге-Хиггинс, позже профессор в Кембридже, затем в Эдинбурге.
- Джон Мэддокс, который поступил с Коулсоном в Королевский колледж в Лондоне, затем обратился в издательство и был посвящен в рыцари.
- Рой Мак Вени, позже профессор в Шеффилде и потом в Пизе.
- Уильям Э. (Билл) Моффитт, позже на химическом факультете в Гарварде.

## Королевский колледж, Лондон
В 1947 году Коулсон работал на кафедре теоретической физики в Королевском колледже в Лондоне. В одной из статей Nature его описывали как «одного из ведущих работников в Великобритании по волномеханическому аспекту квантовой теории». Это возвышало широту его интересов, которая включала рассмотрение действий излучения на бактерии, теорию жидкостей и растворов, помимо расчета молекулярных орбиталей для небольших молекул и ионов, приближенных методов, необходимых для больших органических молекул для определения длин связей и электропроводности графита, химической активности, определении функций распределения кинетической энергии и линий Комптона и его «заслуженную репутацию за поощрение любознательности молодых ученых.»
Первоначально, группе Коулсона были предоставлены офисы на верхнем этаже здания (подняться на который можно было по шаткой деревянной лестнице). В 1952 году группа переехала в кабинеты нового физического факультета, вместе с биофизиками и другими экспериментальными группами.
В своем отчете об официальном открытии нового физического факультета Морис Уилкинс писал: «теоретическая группа занимается приложениями волновой механики и статистической механики … теорией химической связи … вопросами химической реактивности … стабильности кристаллических структур, биологическими свойства канцерогенных соединений и других молекул, электрическими и магнитными свойства металлов … свойствами электролитов и коллоидных растворов, в том числе … электрофорезом. .. за последние пять лет опубликовано более ста работ.»
Группа Коулсона состояла из 1-го аспиранта, который проводил исследование электронной структуры и теории валентности, для докторов наук непосредственно под надзором Коулсона, 2-х студентов, работающих для получения степени доктора философии в статистической термодинамике под руководством Фреда Бута и, позже, в ядерной физике под руководством Луи Элтона и доктора Перси, 3-х студентов, работающих для получения степени магистра, в области прикладной математики и впоследствии для получения степени кандидатов с другими руководителем в отделе математики, и 4-х пользователей, некоторые из них занимали руководящие должности академического и промышленного значения. Теория валентностей над которой работали студенты для получения степени доктора философии включала Саймона Д. Альтмана, Майкла P. Барнетта, Аджи Боземана, Питера Д. Дэвиса, Гарри H. Гринвуда, Питера Хиггса, Джулианна Джейкобса, Роланда Лефевра, Джорджа Лестера, Джона Мэддокса, Нормана H. Марта и Роберта Тейлора. Статистической механикой занимались Джеффри В. Честер, Джон Эндерби, Алек Гейнс и Алан Б. Лидиар. Студенты, которые пошли на математический факультет: Годфри Лэнс, Эрик Милнер и Джеффри Сьюэлл. В совокупности они написали почти 30 книг в последующие годы. В число пользователей, которые работали в течение нескольких месяцев входили профессор Инга Фишер-Яльмарс из Стокгольмского университета, доктор Джон Ван дер Ваальс из компании масел Шелл, и доктор Йоп дер Хир из Университета Амстердама.

## Оксфорд после королевского колледжа
В 1952 году Коулсон был назначен профессором математики Уодхемского колледжа в Университете Оксфорда. Ранее эту должность занимал Э. А. Милн, математик и астрофизик, а Роджер Пенроуз позже сменил Коулсона. Его инаугурационная лекция отражала взгляд на прикладную математику как: «интеллектуальное приключение, в котором сочетаются творческое воображение и подлинные каноны красоты и здоровья; они объединяются, чтобы дать нам представление о природе мира, частью которого являемся мы сами и наши умы».
Коулсон принимал активное участие в формировании Математического института, и вскоре стал его руководителем. На сайте Института Коулсон описывается как «человек, который вложил в его жизнь в два раза больше, чем любой нормальный ученый … у него был дар дар ясного изложения и он… неугомонный в своей работе не только в науке и математике».
В 1972 году Коулсон был назначен на вновь созданную кафедру теоретической химии.

## Книги и журналы
Коулсон написал несколько книг. «Valence», впервые опубликованная в 1952 году, а также переизданная посмертно, была самой значимой.
Коулсон также написал широко известные работы по атомной и молекулярной структуре:
- Волны (1941)[28]
- Электричество (1948)
- Место науки как связующей силы в современном обществе (1951)
- Христианство в век науки (1953)

Он был членом-учредителем журнала Molecular Physics и его первым редактором.

## Религиозная и общественная деятельность
Помимо своих научных работ, он написал «Науку, технологию и христианство» (1953) и «Науку и христианскую веру» (1955), интегрируя свои научные и религиозные взгляды. Коулсон, по-видимому, придумал фразу «Бог белых пятен». Коулсон считал, что религиозная вера необходима для ответственного использования науки . Он был пацифистом и отказником, но выступал за развитие ядерной энергетики. Он призвал ученых помочь улучшить производство продовольствия в странах третьего мира. Он был председателем Оксфам с 1965 по 1971 год. Наибольшее религиозное влияние Чарльза на широкую общественность было в его передачах BBC. В них, а также в целом в общении с людьми, он передавал свою религиозность в мягкой и иногда юмористической манере, например, когда он утверждал в своей инаугурационной лекции в Королевском колледже, что он получил письмо, адресованное ему как профессору теологической физики.